# Obernau (Neitersen)
Obernau ist der einzige Ortsbezirk der Ortsgemeinde Neitersen im Landkreis Altenkirchen (Westerwald) in Rheinland-Pfalz. Bis zum 1. Januar 2021 war Obernau eine eigenständige Ortsgemeinde.

## Geographie
Obernau liegt etwa 4 km nordöstlich von Flammersfeld und 6 km südwestlich von Altenkirchen beidseits der Wied. Nachbarorte sind Hemmelzen im Norden, Neitersen im Osten, Berzhausen im Süden, Schürdt im Westen und Giershausen im Nordwesten. Am Ort vorbei führt die Bundesstraße 256.

## Geschichte
Der Ort wurde erstmals 1565 im Rahmen einer Erfassung vorhandener Wohnplätze erwähnt und umfasste zu dieser Zeit sechs Feuerstellen (= Häuser, vermutlich etwa 30 Bewohner).
Obernau gehörte bis zum Jahr 1806 zur Grafschaft Sayn-Hachenburg und zum Kirchspiel Schöneberg. Die Grafschaft Sayn-Hachenburg war 1799 auf dem Erbweg an die Fürsten von Nassau-Weilburg gefallen. 1806 traten die beiden nassauischen Fürsten dem napoleonischen Rheinbund bei, sodass die Region von 1806 an zum Herzogtum Nassau gehörte. Aufgrund der auf dem Wiener Kongress (1815) getroffenen Vereinbarungen wurde das Gebiet der ehemaligen saynischen Grafschaften an das Königreich Preußen abgetreten.
Unter der preußischen Verwaltung wurde Obernau der Bürgermeisterei Flammersfeld im neu errichten Kreis Altenkirchen zugeordnet, der von 1822 an zur Rheinprovinz gehörte.
Die Gemeinden Neitersen und Obernau gingen am 1. Januar 2021 in der neuen Gemeinde Neitersen auf.
Bevölkerungsentwicklung
Die Entwicklung der Einwohnerzahl von Obernau, die Werte von 1871 bis 1987 beruhen auf Volkszählungen:
| Jahr | Einwohner |
| ---- | --------- |
| 1815 | 65        |
| 1835 | 96        |
| 1871 | 109       |
| 1905 | 115       |
| 1939 | 119       |
| 1950 | 152       |

| Jahr | Einwohner |
| ---- | --------- |
| 1961 | 139       |
| 1970 | 147       |
| 1987 | 113       |
| 2005 | 153       |
| 2011 | 178       |
| 2017 | 184       |

## Politik

### Ortsbezirk
Obernau ist gemäß Hauptsatzung der einzige Ortsbezirk der Ortsgemeinde Neitersen. Der Bezirk umfasst das Gebiet der bis 2020 bestehenden ehemaligen Gemeinde. Auf die Bildung eines Ortsbeirats wurde verzichtet. Die Interessen des Ortsbezirks werden von einem Ortsvorsteher vertreten.

### Ortsvorsteher
Mirko Müller wurde am 1. Januar 2021 erster Ortsvorsteher des neuen Ortsbezirks Obernau. Bei der Direktwahl am 4. Oktober 2020 war er mit einem Stimmenanteil von 85,06 % gewählt worden. Bei der Direktwahl am 9. Juni 2024 wurde er als einziger Bewerber mit 87,6 % für weitere fünf Jahre in seinem Amt bestätigt.

### Ehemaliger Gemeinderat
Der Gemeinderat in Obernau bestand bis Ende 2020 aus sechs Ratsmitgliedern, die bei der Kommunalwahl am 26. Mai 2019 gewählt wurden, und dem ehrenamtlichen Ortsbürgermeister als Vorsitzendem.

### Ehemaliger Bürgermeister
Helmut Müller war der letzte Ortsbürgermeister von Obernau. Er war bis Ende 2020 im Amt, mit Wirkung zum 1. Januar 2021 ging die Ortsgemeinde Obernau in die neue Ortsgemeinde Neitersen auf. Bei der Direktwahl am 26. Mai 2019 war er zuletzt mit einem Stimmenanteil von 84,52 % in seinem Amt bestätigt worden.

### Wappen
| Wappen von Obernau | Blasonierung: „Von silbernem Wellenbalken geteilt und oben durch silbernen Wellenpfahl gespalten, vorn in Rot ein goldener, blaugezungter und -bewehrter leopardierter Löwe, hinten in Blau drei goldene Ähren, unten in Grün gekreuzte silberne Sense und Rechen.“ |
| Wappen von Obernau | Wappenbegründung: Der Ortsgemeinde wurde am 19. Juli 2014 ein Wappen genehmigt. Der Ortsgemeinderat beauftragte (†) Roland Wüst und Elke Neschen aus Obererbach mit der Gestaltung des Wappens. Beraten wurden sie durch den Heraldiker Dieter Sommerfeld aus Wölmersen. Der hersehende Löwe ist das Wappentier der Grafen von Sayn, die drei goldene Ähren, die Sense und der Rechen stehen für die Landwirtschaft im Ort. |